# The Durutti Column
The Durutti Column ist eine britische Rockband, die 1978 in Manchester, England gegründet wurde. Die experimentelle Band ist im Wesentlichen das Projekt des Gitarristen und Pianisten Vini Reilly (* 1953) sowie des Schlagzeugers Bruce Mitchell (* 1948).

## Vor Factory
1978 formierten Tony Wilson und Alan Erasmus – die beide später auch Partner bei Factory Records wurden – eine Band aus den Resten von Fast Breeder: Schlagzeuger Chris Joyce und Gitarrist Dave Rowbotham. Innerhalb weniger Tage rekrutierten sie Vini Reilly, Gitarrist der Punkband Ed Banger and The Nosebleeds sowie den Sänger Phil Rainford, Keyboarder Stephen Hopkins und den Bassisten Tony Bowers.
Die Band spielte im Factory Club (organisiert von ihren Managern) und nahm zwei Stücke für die erste Veröffentlichung von Factory Records, dem Sampler A Factory Sampler (ebenfalls zu hören sind: Joy Division, John Dowie und Cabaret Voltaire). Kurz vor den ersten Aufnahmen zum Debütalbum brach die Band aufgrund eines Streits mit Wilson und Erasmus über die Wahl des Produzenten Martin Hannett auseinander. Die Mehrzahl der anderen Mitglieder gründete daraufhin eine neue Band mit Namen The Mothmen, Joyce und Bowers spielten später bei Simply Red.
The Durutti Column wurde im Wesentlichen ein Soloprojekt von Vini Reilly – wobei der Schlagzeuger Bruce Mitchell sowie weitere Musiker gelegentlich bei Plattenaufnahmen und Liveauftritten teilgenommen haben. Mitchell und Wilson waren während der Zeit bei Factory und auch noch viele Jahre danach Manager der „Band“.
Der Bandname ist eine (falsch geschriebene) Ableitung des Namens von Buenaventura Durruti, der eine Kolonne (englisch column) von Anarchisten während des spanischen Bürgerkriegs anführte. Auf einem Poster der Situationistischen Internationalen aus dem Jahre 1967 fand sich die Phrase „The Return of the Durutti Column“, was wiederum zum Titel des ersten Albums wurde.

## Factory Records
Das erste Album The Return of the Durutti Column (1980) ist aus der Zusammenarbeit zwischen Reilly und dem Produzenten Martin Hannett entstanden. Die erste Auflage bestand aus einem Cover aus Schleifpapier, u. a. auch zusammengeklebt von Joy Division. Dies, wie auch der Titel des Albums, entstanden durch das Buch des Situationisten Guy Debord: Die Gesellschaft des Spektakels – welches mit einem Schleifpapier-Einband versehen war, um andere Bücher im Regal zu beschädigen. Die Musik war nicht vergleichbar mit anderen Post-Punk-Gruppen aus dieser Zeit, obwohl sich Reilly selber als einen New-Wave-Künstler ansah.
Die Platte beinhaltete neun ruhige instrumentale Gitarrenstücke (spätere Veröffentlichungen beinhalten auch den sanften und zögerlichen Gesang von Reilly) und beinhaltete Elemente des Jazz, Folk, klassischer Musik und Rock. Hannett ergänzte die Stücke um einen elektronischen Rhythmus und andere Effekte. Die Erstausgabe des Albums enthielt außerdem eine Flexi-Disk mit zwei Stücken von Hannett selbst.
Das 1981 entstandene LC (Lotta Continua, italienisch für „der Kampf geht weiter“) wurde ohne Hannett aufgenommen, allerdings mit dem Perkussionisten Bruce Mitchell, Reilly's häufigster musikalischer Begleiter und sein gelegentlicher Manager. 1983 wurde Another Setting veröffentlicht und beinhaltete nur Reilly und Mitchell. Im Jahre 1984 vergrößerte sich die Band durch Richard Henry auf Posaune, Maunagh Fleming am Englischhorn und an der Oboe, Blaine Reininger (von Tuxedomoon) an der Violine und der Bratsche, Mervyn Fletcher am Saxophon, Caroline Lavelle am Cello und Tim Kellett an der Trompete. Es entstand das Album Without Mercy, arrangiert von John Metcalfe und war eine musikalische Beschwörung des Gedichts La Belle Dame sans Merci: A Ballad von John Keats.
Kellett und Metcalfe blieben Mitglieder der Band und spielten neben Reilly und Mitchell auch auf den Alben Circuses and Bread (1985 veröffentlicht bei Factory Benelux) und Domo Arigato, einem Livealbum, aufgenommen in Tokyo. Dies war das erste Popalbum, welches in England auf dem damals noch relativ neuen Compact-Disc-Format erschien.
Kellett verließ die Band und schloss sich Simply Red an, hatte aber weitere Gastauftritte, u. a. auf The Guitar and Other Machines (1987), dem ersten Album in England, welches auf dem letztendlich erfolglosen Format Digital Audio Tape erschienen ist. Auf The Guitar and Other Machines wirken als Gäste Stanton Miranda (Gesang) und Reilly's damaliger Partner Pol mit. Darüber hinaus ergänzen ein Sequencer und ein Drumcomputer das Schlagzeugspiel von Mitchell. Das Album produzierte Stephen Street, der auch das Soloalbum von Morrissey Viva Hate (1988) produzierte, auf dem Reilly wiederum Gitarre spielt.
Vini Reilly (1989), produziert von Reilly und Street, beinhaltet den intensiven Gebrauch von Sampling, mit Samples von Otis Redding, Tracy Chapman, Annie Lennox und Joan Sutherland als Grundlage für mehrere Stücke. Die erste Auflage enthielt die 7" oder CD-Single „I Know Very Well How I Got My Note Wrong“, der beiden Künstler „Vincent Gerard and Steven Patrick“ (die Vornamen von Reilly und Morrissey).
1990 erschien Lips That Would Kiss, eine Zusammenstellung der frühen Singles auf Factory Benelux. Das ebenfalls 1990 veröffentlichte Obey the Time unterschied sich musikalisch und konzeptionell sehr stark von den bisherigen Alben. Im Wesentlichen war es ein reines Soloalbum von Reilly und stark von Techno beeinflusst. Die ausgekoppelte Single „The Together Mix“ beinhaltete zwei Remixes von Jonathon Donaghy und Suddi Raval – Donaghy starb bei einem Autounfall auf Ibiza vor der Veröffentlichung. Dies war die letzte Veröffentlichung auf Factory, im Jahre 1991.

## Nach Factory
Nicht bei Factory erschien bereits 1990 das Album Dry, ein italienischer Sampler mit alternativen Versionen und unveröffentlichten Aufnahmen aus den frühen achtziger Jahren.
Nach dem Untergang von Factory 1992 erschien Red Shoes, ein weiterer italienischer Sampler mit alternativen Versionen und unveröffentlichten Aufnahmen aus den achtziger Jahren.
Im Jahr 1993 unternahm Tony Wilson einen Versuch, Factory Records neu zu beleben und Sex and Death war die erste Veröffentlichung von Factory Too (einem Tochter-Label von London Records). Das Album wurde wieder von Stephen Street produziert und wieder waren auch Mitchell und Metcalfe sowie auf einem Stück Peter Hook von New Order vertreten. Fidelity wurde im Jahre 1996 auf Les Disques du Crepuscule veröffentlicht, diesmal produziert von Laurie Laptop. 1998 folgte schließlich Time Was Gigantic... When We Were Kids und wurde von Keir Stewart produziert, der ebenfalls auf dem Album mitwirkt.
Zwischen 1996 und 1998 wurden die acht für Factory aufgenommenen Alben, ergänzt um unveröffentlichtes Material, von Factory Too/London im Rahmen von Factory Once veröffentlicht.
Im Jahr 1998 hörte auch Factory Too auf zu existieren, und alle nachfolgenden Alben von Durutti Column wurden auf Independent-Labels veröffentlicht: Artful Records (Rebellion – 2001, Someone Else's Party, 2003, Keep Breathing, 2006), Idiot Savants (2007) und Kooky Records (Tempus Fugit, 2004, zwei weitere Auflagen der The Sporadic Recordings, Live At The Venue, 2004, Amigos Em Portugal, 2005 und Sporadic Three, 2007).
2005 erschien Heaven Sent (It Was Called Digital, It Was Heaven Sent) allerdings nur als Download-Version auf Tony Wilson's neuen Projekt F4, welches als vierte Auflage von Factory Records gelten sollte.

## Diskographie (Auswahl)

### Alben
- The Return Of The Durutti Column (Factory FACT 14, 1980)
- LC (Factory FACT 44, 1981)
- Another Setting (Factory FACT 74, 1983)
- Amigos Em Portugal (Fundação Atlântica, 1983)
- Without Mercy (Factory FACT 84, 1984)
- Circuses And Bread (Factory Benelux FBN 36, 1986 - 1993 auf Les Disques Du Crepuscule mit dem Titel „Bread And Circuses“ neu aufgelegt)
- Valuable Passages (Factory FACT 164 / Relativity, 1986)
- The Guitar And Other Machines (Factory FACT 204, 1987)
- The Sporadic Recordings (Sporadic SPORE-1, 1989)
- Vini Reilly (Factory FACT 244, 1989)
- Obey The Time (Factory FACT 274, 1990)
- Dry (Materiali Sonori MASO CD 90024, 1991)
- Red Shoes (Materiali Sonori MASO CD 90037, 1992)
- Sex And Death (Factory Too/London FACD 2.01/828 552-2, 1994)
- Fidelity (Les Disques Du Crepuscule TWI 976-2, 1996)
- Time Was Gigantic ... When We Were Kids (Factory Too/London FACD 2.31/558 330-2, 1998)
- Rebellion (Artful ARTFULCD40, 2001)
- Return Of The Sporadic Recordings (Kooky kookydisc 018, 2002 – Neuauflage der Sporadic Recordings)
- Someone Else's Party (Artful ARTFUL49CD, 2003)
- Tempus Fugit (Kooky kookydisc 019, 2004)
- Heaven Sent (It Was Called Digital. It Was Heaven Sent) (F4, 2005, erst nur als Download, dann als Bonusdisc mit dem Album "A Paean To Wilson" 2010 erstmals auf CD veröffentlicht)
- Keep Breathing (Artful ARTFULCD52, 2006)
- Idiot Savants (Artful ARTFULCD62, 2007)
- Sporadic Three (Kookydisc 025, 2007)
- Sunlight To Blue... Blue To Blackness (Kookydisc 027, 2008)
- Treatise On The Steppenwolf (LTMCD 2518, 2008)
- A Paean To Wilson (Kookydisc 29/1 & 29/2, 2010)
- Short Stories For Pauline (LTM Publishing/Factory Benelux LTMCD 2508/FBN 36, 2012)

### Singles
- Sketch For Summer/Sketch For Winter (GAP Records SFA 491, 1980)
- Lips That Would Kiss (Factory Benelux FBN 2, 1980 und als CD 1990)
- Deux Triangles (Factory Benelux FBN 10, 1981)
- I Get Along Without You Very Well (Factory FAC 64, 1983)
- Say What You Mean, Mean What You Say (Factory FAC 114, 1985)
- Tomorrow (Factory Benelux FBN 51, 1986)
- The City of Our Lady (Factory FAC 184, 1986), mit Debi Diamond
- Our Lady Of The Angels (Factory FACD 194, 1986)
- The Guitar And Other Marketing Devices (Factory FAC 214, 1987 – rechteckige Flexi-Disk als Zusatz zum Album The Guitar And Other Machines)
- The Together Mix (Factory FAC 284, 1989)

### Live-Veröffentlichungen
- Live At The Venue (VU, 1983 – Limitierte Auflage von 4000 – Neuveröffentlicht auf CD im Jahre 2004)
- Domo Arigato (Factory FACT 144, 1985 – Aufgenommen in Japan 4/85 – die erste Pop-CD-Veröffentlichung in England)
- One Night In New York (US ROIR – Nur als Cassette, 1987 – CD 1993 veröffentlicht und 1999 neuveröffentlicht mit dem Titel „A Night In New York“ mit Bonus-Stück)

### Kompilationen
- A Factory Sampler (Doppel-7”, Factory FAC 2, 1978)
- A Factory Quartet (Doppel-LP, Factory FACT 24, 1980)
- The Factory Complication (Video, Factory Benelux FBN 7, 1981)
- A Factory Video (Video, Factory FACT 56, 1982)
- A Factory Outing (Video, Factory FACT 71, 1983)
- Factory Instore Video No. 1 (Video Factory FACT180/1, 1987)
- Young, Popular And Sexy (LP/CS, Factory US FACTUS 17, 1987)
- The First Four Albums (Factory FACD 204, 1988 – 4xCD mit The Return Of The Durutti Column, LC, Another Setting und Without Mercy)
- Select Factory Sampler (CS, Factory FAC305c, 1991)
- Palatine – The Factory Story / Vol. 1 / 1979-1982 – Tears In Their Eyes (LP/CS/CD, Factory FACT 314)
- Palatine – The Factory Story / Vol. 3 / 1979-1989 – The Beat Groups (LP/CS/CD, Factory FACT 334)
- Palatine – The Factory Story / Vol. 4 / 1987-1990 – Selling Out (LP/CS/CD, Factory FACT 344)
- Palatine – The Free Video (Video, Factory FACT 400, 1990)
- Too Young To Know, Too Wild To Care – The Factory Story Pt. 1 (CD, London 828 700-2, 1997)
- Different Colours, Different Shades (CD, London / Factory Once FACT 2.40, 1997)
- And Here Is The Young Man: Martin Hannett Productions (CD, Polygram 555 976-2, 1998)
- The Best Of The Durutti Column (2xCD, Warner 504675393-2, 2004)